# Episcopal Diocese of New Hampshire

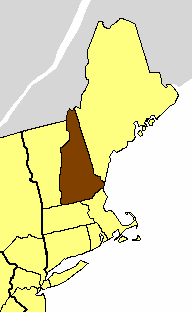
Lage des Bistums New Hampshire

Die Episcopal Diocese of New Hampshire ist ein Bistum der Episcopal Church in the USA.
Das Bistum umfasst alle ECUSA Kirchengemeinden im US-Bundesstaat New Hampshire.
Ursprünglich ein Teil der Episcopal Diocese of Massachusetts, wurde es 1841 ein eigenes Bistum.
2003 wählte das Bistum den Right Reverend Gene Robinson zu seinem Bischof. Robinson war damit der erste offen homosexuelle Bischof, der in der Anglikanischen Gemeinschaft geweiht wurde.
Sitz des Bistums ist Concord. Die Diözese hat keine Kathedrale.